# Parque nacional de Petkeljärvi
El Parque nacional de Petkeljärvi (en finlandés: Petkeljärven kansallispuisto) se encuentra en el municipio de Ilomantsi, en la región de Carelia del Norte, en Finlandia. Se estableció en 1956 y cubre 6 km². Entre sus característica destacan los eskeres y una serie de fortificaciones, algunas restauradas, de la Guerra de Continuación, que se libró entre 1941 y 1944 entre Finlandia y la URSS, de forma paralela a la invasión de la Unión Soviética por las tropas nazis.
Junto con el Parque nacional de Patvinsuo, forma parte de la Reserva de la biosfera de Carelia del Norte de la UNESCO.

## Características
Las crestas que rodean las aguas del lago Petkeljärvi forman parte de una formación geológica de decenas de kilómetros de longitud. Se extiende desde la lejana Tolvajärvi en la Carelia rusa a través de Petkeljärvi y Putkela hasta Ilomantsi, al sur del lago Koitere.
Las crestas se formaron cuando la capa de hielo se derritió hace más de 10.000 años. A medida que el borde del hielo retrocedía, se expusieron las crestas bajas y empinadas que había en los túneles que transportaban el agua de deshielo. Las depresiones típicas de los paisajes de crestas se formaron cuando se derritieron grandes trozos de hielo mezclados con el suelo acumulado y este fue arrastrado.
A medida que retrocedió el hielo, los animales y las plantas se desplazaron hacia el noroeste siguiendo las crestas. Las primeras especies de árboles que se extendieron por la zona fueron los abedules, seguidos por los pinos, que se habían adaptado a las condiciones secas de rocas y gravas. Los primeros animales en seguir el borde del hielo fueron el zorro ártico y el reno del bosque finlandés, también conocido aquí como petra, de donde derivan los nombres Petkeljärvi y Petraniemi.
La sierra Petkeljärvi-Putkelanharju, que tiene 15 km de longitud, es una de las áreas naturales más valiosas de Finlandia. Más de 2.700 hectáreas están protegidas y forma parte de la red europea Natura 2000 de áreas protegidas.

## Flora y fauna
La mayoría de los árboles que crecen en el bosque hoy en día son pinos robustos de más de 150 años. En la parte baja de los troncos más viejos, de hasta 200 años, se aprecian los restos de antiguos incendios que pudieron eliminar a las píceas y árboles de hoja caduca, en favor de los pinos, más resistentes. Las laderas meridionales y occidentales suelen ser más seca y menos ricas en plantas que las que miran hacia el norte y el este.
El animal oficial del parque es el colimbo ártico. Por todas partes hay restos del trabajo de los castores, y en los árboles caídos crecen poliporos como Antrodia crassa, Diplomitoporus crustulinus y Antrodia infirma.

## Reserva de la biosfera
El parque nacional de Petkeljärvi forma parte de la Reserva de la biosfera de Carelia del Norte que cubre los municipios de Ilomantsi y Lieksa, así como Tuupovaara, que forma parte de Joensuu. La reserva cubre un área de 4407 km². Toda la región de Carelia del Norte está cubierta de bosques en un 70 por ciento, y posee unos 2200 lagos.